# Inkommensurabilität (Physik)
Von der Inkommensurabilität (verneinte Form von lat. „zusammen messbar“) von physikalische Größen beziehungsweise Messgrößen spricht man in der Physik und Messtechnik, wenn diese Größen nach verschiedenen Kriterien „nicht miteinander vergleichbar sind“.

## Messtechnik
Allgemein heißen zwei Größen kommensurabel, wenn sie mit gleichem Maß messbar sind, oder wenn sie vergleichbar sind. Zwei Größen sind inkommensurabel, wenn sie nicht mess- oder vergleichbar sind.
Man kann beispielsweise die Steifigkeit eines Festkörpers nicht mit der eines Gases vergleichen, weil ein Gas die Eigenschaft Steifigkeit gar nicht besitzt. Gase und Festkörper sind in Bezug auf diese Eigenschaft inkommensurabel.
Inkommensurabel sind  alle physikalischen Terme, die nicht hinsichtlich ihrer physikalischen Dimension (d. h. ihres Maßes) übereinstimmen. Hier wird der Begriffsinhalt von „inkommensurabel“, d. h. „nicht durch dasselbe Maß zu messen“, besonders deutlich: Länge (in Meter) lässt sich nicht mit Gewicht (in Kilogramm) vergleichen. Haben zwei Größen zwar dieselbe physikalische Dimension, aber verschiedene Einheiten, so gelten sie als kommensurabel. Zum Beispiel kann eine Länge in der Einheit „Meile“ oder „Meter“ in das jeweils andere Maßsystem umgerechnet werden, so dass die Größen dann direkt vergleichbar sind.

### Internationales Einheitensystem
Im internationalen Einheitensystem SI werden alle Einheiten zurückgeführt auf Kombinationen (Potenzprodukte) von nur 7 Basiseinheiten und 22 (ebenfalls aus den Basiseinheiten kombinierten) „Einheiten mit besonderen Namen“.
Dabei können ganz unterschiedliche und inkommensurable Größen dennoch dieselbe Einheit haben. So haben z. B. die beiden Größen Wärmekapazität und Entropie die gleiche Einheit Joule pro Kelvin. Genauso teilen sich die mechanische Arbeit und das Drehmoment die Einheit Newtonmeter. In einigen Fällen wird die Unterscheidung von verschiedenen Größen mit gleichen Einheiten dadurch erleichtert, dass den gleichen Einheiten verschiedene Einheitennamen zugeordnet werden. So wird z. B. die Einheit „1/s“ als „Hertz“, „Becquerel“ oder „Radiant pro Sekunde“ bezeichnet, je nachdem, ob die bezeichnete Größe „Zyklus pro Sekunde“, „Zerfallsereignisse pro Sekunde“ oder die „Winkelgeschwindigkeit“ ist.

## Periodenverhältnisse
Die Begriffe kommensurabel und inkommensurabel werden in der Physik ebenso wie in der Mathematik (Inkommensurabilität von Zahlen) benutzt, um den fundamentalen Unterschied rationaler und irrationaler Zahlen in den Verhältnissen der Periodenlängen (oder Wellenlängen bzw. Frequenzen) auszudrücken. Durch rationale Zahlen beschriebene Periodenverhältnisse heißen kommensurabel und führen auf periodische räumliche Muster oder Bewegungen, irrationale Periodenverhältnisse heißen inkommensurabel und entsprechen quasiperiodischen bzw. chaotischen Strukturen.
Kommensurable und inkommensurable Überstrukturen treten z. B. in Festkörpern auf, insbesondere wenn in einem Kristallgitter oder in einem Magneten zwei konkurrierende Wechselwirkungen jeweils unterschiedliche Periodenlängen favorisieren (siehe z. B. ANNNI- und Frenkel-Kontorowa-Modell).

## Quantenmechanik
In der Quantenmechanik heißen zwei Größen bzw. Operatoren inkommensurabel, wenn ihr Kommutator ungleich 0 ist. Als Gegenwort werden etwa die Begriffe verträglich, kompatibel, kommutierend oder kommensurabel verwendet. Inkommensurable Größen können nicht gleichzeitig scharf gemessen werden, dies beschreibt die Heisenbergsche Unschärferelation.